# Ranunculus schweinfurthii
Ranunculus schweinfurthii är en ranunkelväxtart som beskrevs av Pierre Edmond Boissier. Ranunculus schweinfurthii ingår i släktet ranunkler, och familjen ranunkelväxter. Inga underarter finns listade i Catalogue of Life.